# Смирнов, Пётр Афанасьевич
Пётр Афанасьевич Смирнов вариант Пётр Афанасьев (1870 — ?) — крестьянин, депутат Государственной думы II созыва от Московской губернии.

## Биография
Крестьянин деревни Фатцево Тимошевской волости Волоколамского уезда Московской губернии. Окончил начальную сельскую школу. В течение 6 лет был сельским старостой. Земледелец (имел 7 десятин надельной земли). Во время выборов в Думу внепартийный.
6 февраля 1907 избран во Государственную думу II созыва от съезда уполномоченных от волостей Московской губернии. Вошёл в состав в Трудовой группы и фракции Крестьянского союза. В думские комиссии не вошел, от выступлений с думской трибуны воздерживался.
Дальнейшая судьба и дата смерти неизвестны.